# Haragos
Haragos (Preluca Veche), település Romániában, a Partiumban, Máramaros megyében.

## Fekvése
Magyarlápostól nyugatra, a Lápos mellett fekvő település.

## Története
Haragos nevét 1603-ban említette először oklevél pagus Praelukafalva néven, az említett urbarium szerint új falu volt, a 16. század utolsó évtizedének valamelyik évében keletkezett. 1639-ben Praeluka, 1808-ban Préluka, 1888-ban Preluka, 1913-ban Haragos nak írták.
1604-ben a falu jövedelmét Basta Kisbuni Vajda Jánosnak adta. 1624-ben  idevaló nemes a Niki család volt. 1624-ben  Bethlen Gábor Prelukai Nikit Jakabot megnemesítette. 1647-ben I. Rákóczi György birtoka volt. 1650-ben mint tiszta kincstári birtok, Kővárhoz tartozott. 1651-ben Lymbus néven írták, itteni nemesek a Nikit, Miklós és Krisztián családok voltak. 1658–1659-ben a kolozsmonostori convent oklevele szerint itteni nemes a Prelukai Flora család volt. 1702-ben a Jakab, Flóre, Vojvod, György és Jakab családok voltak birtokosai. 1820-ban birtokosai gr. Teleki Sámuel és a helybeli nemesek. 1898-ban nemes jogú nagyobb birtokosai Flórián István, Demeter, János, György Farkas birtokaikat vásár és öröklés folytán szerezték.
A 20. század elején Kádár József írta a településről: „Megyénk legszétszórtabban fekvő községe. Vale Arinuluj, Picsoru Máski, Aria, Szakatura, Krohos, Ulmesel, Opcsina, Zepode, Fontanele, Vale Rea és Piczigáje 600–700 méter magas hegyekre kiterjedőleg fekszik, melyek egymástól 3–4, sőt több kilométernyire vannak. Több patak foly rajta keresztül. Kerülete oly nagy, hogy egy jó lovas egy nap nem tudná körüljárni. Hagyomány szerint a Nekita és Flórián nemes családok alapitották, kik testvérek voltak s ezek utódai lakják ma is. Ezek védték az erre járt békés lakosokat a tolvajoktól s kapták nemességüket.”
1910-ben 1233 lakosából 2 magyar, 1227 román volt. Ebből 1152 görögkatolikus, 75 görögkeleti ortodox volt. A trianoni békeszerződés előtt Szolnok-Doboka vármegye Kápolnokmonostori járásához tartozott.